# Раскатихинский сельсовет (Курганская область)
Раскатихинский сельсовет — административно-территориальная единица и муниципальное образование со статусом сельского поселения в составе Притобольного района Курганской области.
Административный центр — село Раскатиха.

## История
В соответствии с Законом Курганской области от 6 июля 2004 года № 419 сельсовет наделён статусом сельского поселения.
Законом Курганской области от 20 сентября 2018 года N 92, в состав Раскатихинского сельсовета было включено единственное село упразднённого Ярославского сельсовета.

## Население
| 2002 | 2004 | 2010 | 2012 | 2013  | 2014 | 2015 |
| ---- | ---- | ---- | ---- | ----- | ---- | ---- |
| 810  | ↗836 | ↘696 | ↗715 | ↘706  | ↗721 | ↘719 |
| 2016 | 2017 | 2018 | 2019 | 2020  |      |      |
| ↘705 | ↘679 | ↗700 | ↘679 | ↗1024 |      |      |

## Состав сельского поселения
| № | Населённый пункт | Тип населённого пункта       | Население |
| - | ---------------- | ---------------------------- | --------- |
| 1 | Раскатиха        | село, административный центр | ↗1024     |
| 2 | Ярославское      | село                         | ↗358      |